# Seidu Yahaya
Seidu Yahaya (Accra, 31 dicembre 1989) è un ex calciatore ghanese, di ruolo centrocampista.

## Palmarès

### Club

#### Competizioni nazionali
- Campionato israeliano: 1

Maccabi Haifa: 2010-2011
- Coppa di Romania: 1

Astra Giurgiu: 2013-2014
- Supercoppa di Romania: 1

Astra Giurgiu: 2014
- Supercoppa di Moldavia: 2

Sheriff Tiraspol: 2015, 2016
- Campionato moldavo: 2

Sheriff Tiraspol: 2015-2016, 2016-2017
- Coppa di Moldavia: 1

Sheriff Tiraspol: 2016-2017